# One Day at a Time (Em’s Version)
«One Day at a Time (Em’s Version)» — песня Тупака Шакура, записанная совместно с Эминемом и группой Outlawz, и выпущенная как промосингл к фильму Tupac: Resurrection. Оригинальная версия трека была записана в 1996 году, совместно с рэпером Spice 1.

## Дорожки
- Промо 12"

|  | Сторона А - «One Day at a Time» (clean version) - «One Day at a Time» (LP version) - «One Day at a Time» (instrumental) |
|  | Сторона Б - «One Day at a Time» (clean version) - «One Day at a Time» (LP version) - «One Day at a Time» (instrumental) |

## Чарты
| Чарты (2004)            | Максимальная позиция |
| ----------------------- | -------------------- |
| США (Billboard Hot 100) | 80                   |